# Семёнов, Юрий Николаевич
Юрий Николаевич Семёнов (25 мая 1938, Ласкоревщина, Осташковский район, Калининская область — 4 июня 2024, Калининград) — советский хозяйственный, государственный и политический деятель.

## Биография
Родился 25 мая 1938 года в Тверской  (Калининской) области, в деревне Ласкоревщина Осташковского района, в семье рабочих. Трудовую деятельность начал в 17 лет рабочим лесопромхоза.
В 1957—1960 годах — проходил службу  в рядах Советской Армии.
В 1960 —1965 годах — учился в Московской сельскохозяйственной академии им К.А. Тимирязева. В 1965 году защитил диплом на «отлично» с присвоением степени учёный агроном-экономист. В июле 1965 года, по распределению, направлен в  совхоз «Ушаковский» Гурьевского района Калининградской области.
В 1972—1974 годах — был избран, и работал председателем Гурьевского райисполкома. Затем был направлен на учёбу в Москву, в Высшую партийную школу. После того как закончил с отличием ВПШ, был избран первым секретарём Неманского горкома партии, где проработал с 1976 по 1986 год.
В 1986—1989 годах — работал вторым секретарём Калининградского обкома партии.  7 сентября 1989 года избран первым секретарём обкома.
В 1989—1991 годах — первый секретарь обкома КПСС. В 1990 году был избран  председателем областного Совета народных депутатов.
В 1990—1993 годах — председатель областного Совета народных депутатов.
В 1994—1996 годах — заместитель председателя Калининградской областной думы. До 2016 года работал  заместителем председателя областной Думы четырёх созывов.
Избирался народным депутатом России. Член Комитета Верховного Совета РФ по вопросам работы Советов народных депутатов и развитию самоуправления.
Скончался 4 июня 2024 года на 87-м году жизни.

## Награды
Награждён семью орденами, в том числе — два ордена «Знак Почета», орден «За заслуги перед Отечеством» 4 степени, орден «За заслуги перед Калининградской областью», орден ЦК КПРФ «Партийная доблесть». Также награждён тринадцатью  медалями.